# Nombre de Sommerfeld
En el disseny de coixinets de fluids, el nombre de Sommerfeld {\displaystyle (S)} és un nombre adimensional utilitzat àmpliament en l'anàlisi de lubricació hidrodinàmica. El nombre de Sommerfeld és molt important en l'anàlisi de lubricació, ja que conté totes les variables normalment especificades pel dissenyador.
El nombre de Sommerfeld rep el seu nom del físic teòric alemany Arnold Sommerfeld (1868-1951).

## Definició

Un coixinet hidroestàtic té dues superfícies que tenen un fluid forçat (a través d'un orifici restrictiu) entre les superfícies de manera que les manté separades. Si es redueix la bretxa entre les superfícies, es redueix la sortida a través de les vores del coixinet i la pressió puja, obligant les superfícies a separar-se de nou amb força, donant un control excel·lent de la bretxa i donant poca fricció

El nombre de Sommerfeld normalment es defineix per la següent equació:
{\displaystyle \mathrm {S} =\left({\frac {r}{c}}\right)^{2}{\frac {\mu N}{P}}}
on:
- {\displaystyle S} = nombre de Sommerfeld o nombre característic de rodament.
- {\displaystyle r} = radi de l'eix.
- {\displaystyle c} = tolerància radial entre coxinet i eix.
- {\displaystyle \mu } = viscositat absoluta del lubricant.
- {\displaystyle N} = velocitat de l'eix rotatiu en voltes/segon.
- {\displaystyle P} = càrrega per unitat d'àrea de projecció del coixinet.

No obstant això, en alguns textos es fa servir una definició alternativa basada en la velocitat angular:
{\displaystyle \mathrm {S} =\left({\frac {r}{c}}\right)^{2}{\frac {\mu \mathbb {N} }{P}}=\left({\frac {r}{c}}\right)^{2}{\frac {\mu \omega LD}{W}}}
on:
- {\displaystyle \omega } = velocitat angular de l'eix en rad/s.
- {\displaystyle W} = càrrega aplicada.
- {\displaystyle L} = longitud del coxinet.
- {\displaystyle D} = diàmetre del coixinet.

Per tant, és necessari comprovar quina definició s'utilitza quan es fa referència a dades de disseny o llibres de text, ja que el valor de {\displaystyle S} diferirà per un factor de {\displaystyle 2\pi }.

## Llei de Petroff
El mètode d'anàlisi de lubricació de Petroff, que assumeix un eix i un coixinet concèntric, va ser el primer a explicar el fenomen de la fricció del coixinet. Aquest mètode, que en última instància produeix l'equació coneguda com a Llei de Petroff, és útil perquè defineix grups de paràmetres adimensionals rellevants i prediu un coeficient de fricció bastant precís, fins i tot quan l'eix no és concèntric.
Tenint en compte un eix vertical que gira dins d'un coixinet, es pot suposar que el coixinet està sotmès a una càrrega insignificant, l'espai de joc radial està completament omplert de lubricant i aquesta fuita és insignificant. La velocitat superficial de l'eix és:
{\displaystyle U=2\pi rN}
on:
- {\displaystyle N} = velocitat de rotació de l'eix en voltes/segon.

La tensió tallant de tall en el lubricant es pot representar de la manera següent:
{\displaystyle \tau =\mu \left.{\frac {\partial u}{\partial y}}\right|_{y=0}}
assumint una taxa constant de cisallament,
{\displaystyle \tau =\mu {\frac {U}{h}}={\frac {2\pi r\mu N}{c}}}
El parell de forces necessari per tallar el film és:
{\displaystyle T=\left(\tau A\right)\left(r\right)=\left({\frac {2\pi r\mu N}{c}}\right)\left(2\pi rl\right)\left(r\right)={\frac {4\pi ^{2}r^{3}l\mu N}{c}}}
Si hi ha una petita càrrega radial {\displaystyle W} que actua sobre l'eix i, per tant, el coixinet, la força d'arrossegament de fricció es pot considerar igual al producte {\displaystyle fW}, amb el parell de fricció representat com:
{\displaystyle T=fWr=2r^{2}flP}
on:
- {\displaystyle W} = la força que actua sobre el coixinet.
- {\displaystyle P} = càrrega radial per unitat d'àrea de projecció del coixinet (pressió).
- {\displaystyle f} = coeficient de fricció.

Si la petita càrrega radial {\displaystyle W}es considera insignificant, establint les dues expressions de parell iguals i resolent el coeficient de fricció, s'obté:
{\displaystyle f=2\pi ^{2}{\frac {\mu N}{P}}{\frac {r}{c}}}
que s'anomena la llei de Petroff o equació de Petroff. Proporciona un mitjà ràpid i senzill d'obtenir estimacions raonables dels coeficients de fricció dels coixinets lleugerament carregats.